# Bronisław Geremek

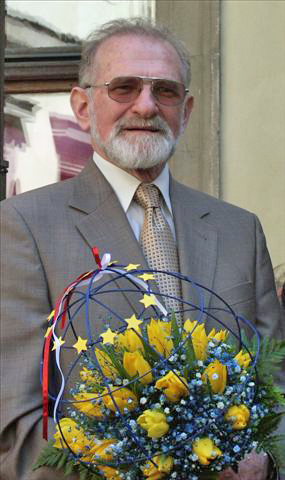
Bronisław Geremek

Bronisław Geremek, [brɔɲiˈswaf gɛrɛˈmɛk], född 6 mars 1932 i Warszawa, död 13 juli 2008 i Miedzichowo i Storpolens vojvodskap, var en polsk historiker och politiker. Han var professor vid Collège d'Europe sedan 2002 och sedan 2004 EU-parlamentariker. 
Geremek var medlem i det polska kommunistpartiet PZPR mellan 1950 och 1968 men blev senare rådgivare åt Solidaritetledaren Lech Wałęsa. Efter kommunismens fall blev han invald i det polska parlamentet och var utrikesminister mellan 1997 och 2000.
När Polen gick med i EU 2004 blev Geremek vald till Europaparlamentet för Unia Wolności. Han blev samma år den liberala gruppen ELDR:s kandidat till posten som parlamentets talman, men förlorade valet till förmån för Josep Borrell Fontelles. 2007 krävde den polska regeringen att han skulle bli fråntagen sin plats i parlamentet då han vägrat deklarera sina förbindelser med den tidigare kommunistregimen, något som man inom vissa yrkesgrupper i Polen är skyldig att göra. Han fick dock stöd från alla de större partigrupperna i parlamentet.
Bronisław Geremek tilldelades Sydsvenskans Europapris för 2008, med motiveringen att han förkroppsligar Europatanken.
Geremek omkom 13 juli 2008 i en bilolycka på väg till ett möte i EU-parlamentet. Han begravdes 21 juli på Powązkikyrkogården i Warszawa.